# DDR-Mannschaftsmeisterschaft im Schach 1957
Bei der DDR-Mannschaftsmeisterschaft im Schach 1957 gewann SC Einheit Dresden zum ersten Mal die DDR-Mannschaftsmeisterschaft.
Gespielt wurde ein Rundenturnier, wobei jede Mannschaft gegen jede andere jeweils acht Mannschaftskämpfe an acht Brettern austrug, dem sogenannten Scheveninger System. Insgesamt waren es 48 Mannschaftskämpfe, also 384 Partien.
Im Hinblick auf die Schwerpunktbildung war 1955 eine Neugliederung der obersten Spielklassen beschlossen worden. Für die Saison 1955/56 wurde eine Sonderliga geschaffen.

## DDR-Mannschaftsmeisterschaft 1957

### Kreuztabelle der Sonderliga (Rangliste)
|   | Verein                | 1    | 2    | 3    | 4    | Punkte |
| - | --------------------- | ---- | ---- | ---- | ---- | ------ |
| 1 | SC Einheit Dresden    |      | 29,0 | 43,0 | 41,0 | 113,0  |
| 2 | SC Motor Berlin       | 35,0 |      | 38,5 | 38,5 | 112,0  |
| 3 | SC Wissenschaft Halle | 21,0 | 25,5 |      | 38,0 | 84,5   |
| 4 | SC Rotation Leipzig   | 23,0 | 25,5 | 26,0 |      | 74,5   |

### Finale um die DDR-Meisterschaft
Das Endspiel um die DDR-Meisterschaft wurde zwischen den Siegern der Sonderliga und der Oberliga ausgetragen. Ende August standen sich in Leipzig Einheit Dresden und Chemie Buna (als Nachfolger von Motor "Albert Richter" Halle) gegenüber. Dresden gewann die beiden Wettkämpfe mit 5:3 und 4½:3½.

### Die Meistermannschaft
| 1.            | SC Einheit Dresden |
| Schachfiguren | Alphabetische Reihenfolge: Dieter Bertholdt, Bernhard Dorawa, Karl-Heinz Folgmann, Ludwig Herrmann, Helmut Jüttler, Rudolf Keller, Edith Keller-Herrmann, Peter Mannsfeld, Hans Richter, Rainer Tröger, Wolfgang Uhlmann |

### Oberliga
| Platz | Verein                       | Punkte |
| ----- | ---------------------------- | ------ |
| 01    | Motor "Albert Richter" Halle | 112,5  |
| 02    | Einheit Rostock              | 109,5  |
| 03    | Aufbau Dresden Mitte         | 098,5  |
| 04    | Lok Leipzig Mitte            | 093,0  |
| 05    | Wissenschaft Potsdam West    | 089,0  |
| 06    | Motor Zeiss Jena             | 088,0  |
| 07    | Rotation Dresden             | 087,5  |
| 08    | SC Wissenschaft Halle II     | 084,5  |
| 08    | Lok Berlin-Pankow            | 084,5  |
| 10    | Motor Gohlis Nord Leipzig    | 080,5  |
| 11    | Motor Berolina Berlin        | 066,5  |
| 12    | Aufbau Börde Magdeburg       | 062,0  |

Da der 8. Platz für den Klassenerhalt relevant war, gab es einen Stichkampf zwischen Lok Pankow und Wissenschaft Halle II. Dieser endete unentschieden, wobei Pankow die bessere Brettwertung hatte.

### DDR-Liga
In beiden Staffeln der DDR-Liga gab es einen unbefriedigenden Ausgang durch Streichung je einer Mannschaft. Im Süden ist Einheit Mühlhausen wegen finanzieller Gründe ausgeschieden. In der Nord-Staffel betraf es die mit großem Vorsprung  an der Spitze liegende Zweitvertretung des SC Motor Berlin. Sie konnte wegen einer Verpflichtung im innerdeutschen Sportverkehr zum letzten Spieltag nicht termingerecht antreten. Obwohl sie kein Verschulden traf, wurde die Mannschaft vom Hauptschiedsrichter aus der Wertung genommen.
| Platz | Verein                  | Punkte |
| ----- | ----------------------- | ------ |
| 1     | Motor Görlitz           | 60,0   |
| 2     | Wissenschaft Greifswald | 55,0   |
| 3     | Motor Oberschöneweide   | 53,5   |
| 4     | Lok Waren               | 52,5   |
| 5     | Einheit Schwerin        | 48,0   |
| 6     | SG Berlin-Weißensee     | 37,5   |
| 7     | Motor Wittenberge       | 29,5   |

| Platz | Verein               | Punkte |
| ----- | -------------------- | ------ |
| 1     | Motor Gotha          | 59,5   |
| 2     | Aktivist Oelsnitz    | 55,5   |
| 3     | Motor Gera           | 54,5   |
| 4     | Motor Halle II       | 46,5   |
| 5     | Aktivist Lauchhammer | 46,0   |
| 6     | Einheit Leipzig      | 42,5   |
| 7     | Lok Werdau           | 31,5   |

### Aufstiegsspiele zur DDR-Liga
Die Aufstiegsrunde wurde zunächst in vier Gruppen ausgetragen, deren Sieger dann im Oktober 1957 in Leipzig eine Finalrunde austrugen.
| Platz | Verein            | Punkte |
| ----- | ----------------- | ------ |
| 1     | Chemie Leuna      | 16,0   |
| 2     | Empor Erfurt      | 16,0   |
| 3     | Lok Greiz         | 11,0   |
| 4     | Einheit Meiningen | 05,0   |

| Platz | Verein                  | Punkte |
| ----- | ----------------------- | ------ |
| 1     | Wissenschaft Karlshorst | 15,0   |
| 2     | Wismut Wilkau-Haßlau    | 15,0   |
| 3     | Einheit Heidenau        | 09,5   |
| 4     | Chemie Schwarzheide     | 08,5   |

| Platz | Verein            | Punkte |
| ----- | ----------------- | ------ |
| 1     | Einheit Pankow    | 17,0   |
| 2     | HSG Uni Leipzig   | 13,0   |
| 3     | Empor Brandenburg | 10,0   |
| 4     | Motor Schönebeck  | 06,0   |

| Platz | Verein                | Punkte |
| ----- | --------------------- | ------ |
| 1     | Lok Wittenberge       | 17,5   |
| 2     | Einheit Rostock       | 13,0   |
| 3     | Chemie Fürstenwalde   | 11,5   |
| 4     | Dynamo Neubrandenburg | 06,0   |

Finalrunde der Aufstiegsspiele
| Platz | Verein                  | Punkte |
| ----- | ----------------------- | ------ |
| 1     | Einheit Pankow          | 17,5   |
| 2     | Wissenschaft Karlshorst | 13,5   |
| 3     | Chemie Leuna            | 11,5   |
| 4     | Lok Wittenberge         | 05,5   |

## DDR-Mannschaftsmeisterschaft der Frauen 1957
| Platz | Verein                       | Punkte |
| ----- | ---------------------------- | ------ |
| 1     | Motor "Albert Richter" Halle | 27,5   |
| 2     | SC Motor Berlin              | 24,5   |
| 3     | Einheit Mühlhausen           | 23,0   |
| 4     | Empor Tangermünde            | 19,5   |
| 4     | Motor Gohlis Nord Leipzig    | 19,5   |
| 6     | Aufbau Börde Magdeburg       | 18,5   |
| 7     | Einheit Leipzig              | 18,0   |
| 8     | Lok Dresden                  | 17,5   |

### Aufstiegsspiele
Durch den Rückzug der Mannschaften von Lok Wittstock, Motor Wittenberge (beide Gruppe A) und Lok Werdau (Gruppe B) ergaben sich unvollständige Tabellen. Die beiden Aufsteiger waren jedoch sportlich korrekt ermittelt.
| Platz | Verein                | Punkte |
| ----- | --------------------- | ------ |
| 1     | Post Erfurt           | 9,5    |
| 2     | SC Wissenschaft Halle | 3,0    |
| 3     | Einheit Rostock       | 2,0    |

| Platz | Verein                    | Punkte |
| ----- | ------------------------- | ------ |
| 1     | Lok Cottbus               | 10,0   |
| 2     | Einheit Freiberg          | 08,5   |
| 2     | Lok Mitte Leipzig         | 08,5   |
| 4     | Aktivist Böhlen           | 07,0   |
| 5     | BSG "Martin Hoop" Zwickau | 06,0   |

## Jugendmeisterschaften
Soweit ersichtlich, wurde das Wettkampfsystem der jüngeren Altersklasse in einer Weise umgestellt, bei der es vorübergehend keine expliziten DDR-Meisterschaften gab.
| Altersklasse | männlich          | weiblich      |
| ------------ | ----------------- | ------------- |
| Jugend       | Motor Ost Dresden | Empor Potsdam |